# Trini Lopez
Trinidad „Trini” López III (művésznevén Trini Lopez) (Dallas, 1937. május 15. – Palm Springs, 2020. augusztus 11.) amerikai énekes (legismertebb dala az „If I Had a Hammer”), gitáros és színész (legismertebb szerepe A piszkos tizenkettő című háborús filmben alakított Pedro Jimenez).
Lopez 83 évesen, a Covid19 vírus okozta megbetegedés szövődményeitől halt meg.

## Életpályája
1937-ben született Dallasban. Apja, Trinidad Lopez II, mexikói énekes, táncos, színész. Anyja, Petra Gonzalez, Mexikóból költözött Dallasba.

## További információ
- Hivatalos oldal
- Trini Lopez a PORT.hu-n (magyarul)
- Trini Lopez az Internetes Szinkronadatbázisban (magyarul)
- Trini Lopez az Internet Movie Database-ben (angolul)
- Trini Lopez a Rotten Tomatoeson (angolul)